# Erkki Tuomioja
Erkki Sakari Tuomioja, född 1 juli 1946 i Helsingfors, är en finländsk politiker (socialdemokrat). Han är politices doktor och docent i politisk historia från Helsingfors universitet.
Han är son till statsminister Sakari Tuomioja och dotterson till författaren Hella Wuolijoki. Han har skrivit en biografi om henne och hennes syster Salme Pekkala.
Tuomioja var riksdagsman 1970–1979. År 1991 blev han åter ledamot av riksdagen. Han var handels- och industriminister 1999–2000 och utrikesminister 2000–2007. I det senare ämbetet efterträdde han Tarja Halonen som samtidigt valdes till Finlands president. I juni 2011 återinträdde han i ämbetet som utrikesminister, men avgick på nytt 2015.
År 2013 utnämndes han till hedersdoktor vid Åbo universitet.

## Böcker översatta till svenska
- Ett stänk av rött: två systrar i revolutionens tjänst, 2008